# چاکوی
چاکوی (به لاتین: Chakvi) یک منطقهٔ مسکونی در گرجستان است که در آجارستان واقع شده‌است.

## جمعیت
چاکوی ۸٬۷۰۰ نفر جمعیت دارد.

## اقتصاد
چاکوی در سرتاسر گرجستان به‌عنوان محل تولد چای در گرجستان شناخته می‌شود.
چاکوی یکی از چندین ناحیه تولید چای در اتحاد جماهیر شوروی بود که به تولید چای می‌پرداخت. گیاهان چای وحشی را هنوز می‌توان یافت و تولید محدود چای در تپه‌های بالای چاکوی همچنان ادامه دارد.
در ژوئیه ۲۰۰۷ ایستگاه رادار ۶۰۰۰۰ دلاری چاکوی از طریق نظارت سپاه مهندسی ارتش ایالات متحده آمریکا ساخته شد.
سپاه مهندسین ارتش منطقه اروپا هم به بندر تجاری و هم به بندر نظامی نظارت دارد.

## نگارخانه

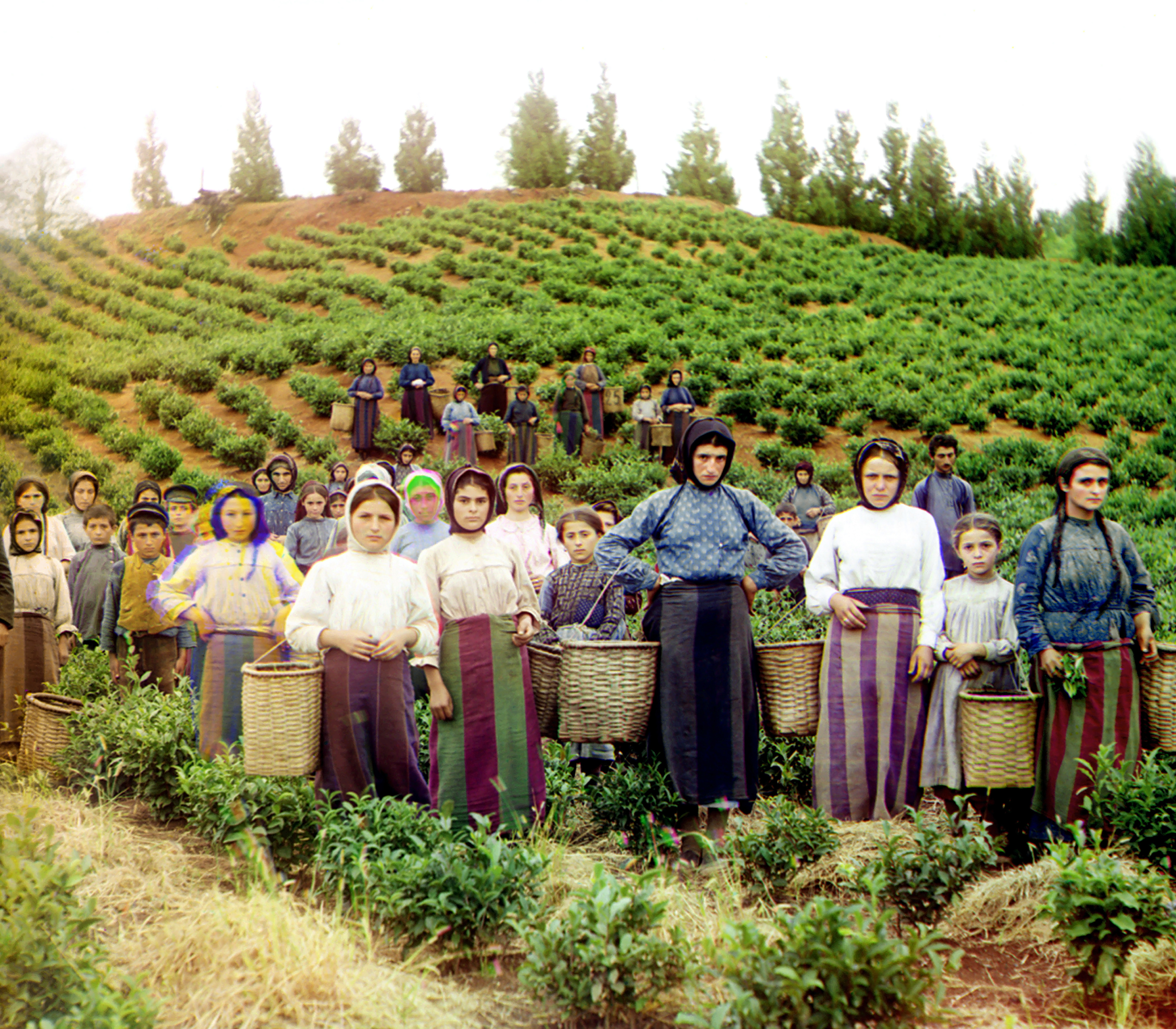
زن‌ها و کودکان یونانی‌تبار در حال برداشت چای